# Parafia św. Jadwigi Królowej w Rzeszowie
Parafia św. Jadwigi Królowej w Rzeszowie – parafia znajdująca się w diecezji rzeszowskiej w dekanacie Rzeszów Katedra. 

## Historia
W 2000 roku z inicjatywy bpa Kazimierza Górnego rozpoczęto organizowanie nowego ośrodka duszpasterskiego. W 2002 na plac przy alei Rejtana zbudowano tymczasowy kościół, przeniesiony z parafii dominikańskiej. 23 sierpnia 2002 roku bp Kazimierz Górny poświęcił kościół pw. św. Jadwigi Królowej. 1 lutego 2003 roku przy kościele został utworzony rektorat. 
27 sierpnia 2006 roku została erygowana parafia z wydzielonego terytorium: parafii farnej, parafii św. Michała Achaniola i parafii Opatrzności Bożej. Pierwszym proboszczem nowej parafii został z ks. Janusz Kosior. 
8 czerwca 2008 roku bp Kazimierz Górny poświęcił plac pod budowę nowego kościoła. W październiku 2008 roku rozpoczęto budowę kościoła, a  8 czerwca 2010 roku wmurowano kamień węgielny. W lutym 2013 roku oddano do użytku dom parafialny, a 6 czerwca 2013 roku bp Kazimierz Górny odprawił pierwszą Mszę św. w murach nowego kościoła. 
19 października 2014 roku poświęcono kaplicę Matki Bożej Pompejańskiej. W 2014 roku stary kościół przeniesiono do nowo utworzonej parafii bł. Jerzego Popiełuszki. 8 czerwca 2016 roku bp Jan Wątroba dokonał konsekracji kościoła. Na terenie parafii jest 4 400 wiernych.
W 2006 roku przy parafii powstało Międzynarodowe Studenckie Centrum Kultury Chrześcijańskiej.
W parafii działali w 2017 Rycerze Kolumba.

## Proboszczowie parafii
| Lata         | Proboszcz         |
| ------------ | ----------------- |
| 2006–obecnie | ks. Janusz Kosior |

## Zasięg parafii
Teren parafii obejmuje ulice:

- Orląt Lwowskich 2.
- Kustronia 6, 9, 11.
- al. Rejtana 1a, b, d, e, i, h, 14, 14a, b.
- Monte Cassino 6, 8, 10, 12, 14.
- al. Krzyżanowskiego 6, 12.
- al. Niepodległości 1, 3, 5.
- Zagłoby 8.
- Pigonia 2.
- Cegielniana 10, 16a, b, c, d, e, 18a, b, c, d, e, 28a, 30, 32, 34, 36, 38.
- Podwisłocze 25, 27, 29, 31, 33, 35.
- Kopisto 8a, b, c, d.
- Żołnierzy Września (domki).
- Zagłoby.
- Rejtana.
- Warzywna.
- Wierzbowa.
- Cegielniana.
- Pigonia.